# آکادمی نظامی مصر
آکادمی نظامی مصر (انگلیسی: Egyptian Military Academy) یک آکادمی نظامی وابسته به نیروهای مسلح مصر است که طبق قانون شماره ۱۴۹ سال ۲۰۲۲ به ریاست وزیر دفاع تأسیس شد و ستاد مرکزی آن در مرکز فرماندهی استراتژیک در پایتخت اداری جدید قرار دارد. طبق قانون، این آکادمی با هدف آماده‌سازی و فارغ‌التحصیلی افسرانی که دارای صلاحیت و شایستگی تاکتیکی و فنی برای خدمت در واحدهای نیروهای مسلح مصر هستند، تأسیس شده است.
آکادمی نظامی مصر از چهار دانشکده تشکیل شده است و آکادمی به فارغ‌التحصیلان، بسته به تخصص، مدرک لیسانس و مجوز اعطا می‌کند.